# Nemes
| n · T34 · m | s | V6 |

| n · T34 · m | s | V6 |

Nemes ali klaft, črtasta naglavna ruta, ki so jo nosili faraoni Starega Egipta. Pokrivala je celotno krono in zatilje, včasih tudi del hrbta. Imela je dve veliki krili, ki sta viseli izza ušes na prednjo stran ramen.
Nemes se je včasih nosil skupaj z dvojno krono kot na primer Ramzes II. na kipu v Abu Simbelu.  Najzgodnejši prikaz nemesa skupaj z urejem je na slonokoščeni tablici faraona Dena iz prve dinastije. Nemes sam po sebi ni bil krona, vendar je kljub temu simboliziral faraonovo moč. 